# Ashtray Heart
«Ashtray Heart» es el tercer sencillo oficial del sexto álbum de estudio de la banda Placebo, Battle for the Sun. Fue lanzado el 21 de septiembre de 2009 en todo el mundo, excepto en el Reino Unido y Noruega, un día antes en versión digital en iTunes.

## Lista de canciones

### CD
1. "Ashtray Heart".
2. "Fuck U".
3. "For What It's Worth (Losers Remix)".

### iTunes
1. "Ashtray Heart".
2. "Fuck U".
3. "Hardly Wait".
4. "For What It's Worth (Losers Remix)".
5. "Ashtray Heart" (vídeo).